# Sendzimirförzinkning
Sendzimirförzinkning är en metod för varmförzinkning av tunnplåt. Det är en kontinuerlig process, vilken patenterades av Tadeusz Sendzimir i mitten av 1930-talet, där lite aluminium tillsätts zinkbadet. Sendzimirförzinkning förkortas ofta Fzs, och utföres numera i Sverige enligt standarden SS-EN 10346 "Kontinuerligt varmmetalliserad stålplåt för kallformning".  Hur bra korrosionsskyddet skall vara anges med hjälp av zinkviktsklassen, till exempel Z350 för 350 g/m² zink.